# Riojasaurus
Riojasaurus is een monotypisch geslacht van uitgestorven herbivore dinosauriërs uit de groep van de Sauropodomorpha. Riojasaurus incertus, de enige soort, leefde tijdens het Laat-Trias (Laat Norien, circa 205 miljoen jaar geleden) in het gebied van het huidige Argentinië.

## Vondst en naamgeving
In 1962 voerde José Fernando Bonaparte opgravingen uit in Los Colorados, bij La Esquina. Daarbij werden talrijke resten gevonden van basale sauropodomorfen.
De typesoort Riojasaurus incertus werd in 1969 benoemd en beschreven door Bonaparte toen een tekst die hij in 1967 voor een symposium ingediend had, eindelijk werd gepubliceerd. Het holotype of type-exemplaar is PVL 3808. Het betreft een skelet zonder schedel. Tot op heden is een twintigtal skeletten gevonden in de Formación Los Colorados in Argentinië, op het grensgebied van de provincies San Juan en La Rioja. Het is daarmee de best bekende dinosauriër uit het Trias van Zuid-Amerika. De formatie dateert uit het Norien. De geslachtsnaam van Riojasaurus is naar deze laatste provincie vernoemd. De soortaanduiding incertus betekent 'onzeker'; Bonaparte gaf hiervoor geen verklaring maar vaak wordt aangenomen dat het een verwijzing is naar de onzekere positie ten opzichte van de Sauropoda waarnaar het beschrijvende artikel enkele keren verwijst.
In 1971 werden verschillende andere fossielen door Bonaparte aan Riojasaurus toegewezen. Het betreft de specimina PVL 3806: een gedeeltelijk skelet zonder schedel; PVL 3815: een gedeeltelijk skelet zonder schedel van een jong dier; PVL 3526: een bekken, kootjes en wervels; PVL. 3805: een bekken met een stuk staart en de dijbeenderen; PVL 3844: zes wervels uit de rug en de nek; PVL 3845: een onderbeen; PVL 3846: een onderbeen; PVL 3467: een linkerdarmbeen; PVL 3472: de bovenkant ven een linkerschaambeen; PVL 3669: een linkerdarmbeen met een linkerdijbeen; PVL 3392: de zitbeenderen van een bekken; PVL 3668: een schoudergordel en een arm; PVL 3478: de bovenkant van een opperarmbeen; PVL 3533: een linkerdarmbeen; PVL 3393: een gedeeltelijk skelet zonder schedel; en PVL 3847: schedelfragmenten.
In 1969 benoemde Bonaparte uit dezelfde formatie nog een ander nieuw geslacht en soort in de Sauropodomorpha: Strenusaurus procerus, de 'krachtdadige sauriër', gebaseerd op holotype PVL 3663, een gedeeltelijk skelet zonder schedel. Daarvan werd door Bonaparte later begrepen dat het een jonger synoniem is van Riojasaurus incertus; het gaat om een exemplaar van dezelfde soort maar dan een derde korter. Specimen PVL 3662: een gedeeltelijk skelet zonder schedel van een jong dier, werd oorspronkelijk ook aan Strenusaurus toegewezen.
In 1995 beschreef Bonaparte voor het eerst een bijna volledige schedel met onderkaken van het dier; het maakte deel uit van specimen ULR 56, een bijna volledig skelet in 1986 gevonden bij Pagancilla.

## Beschrijving

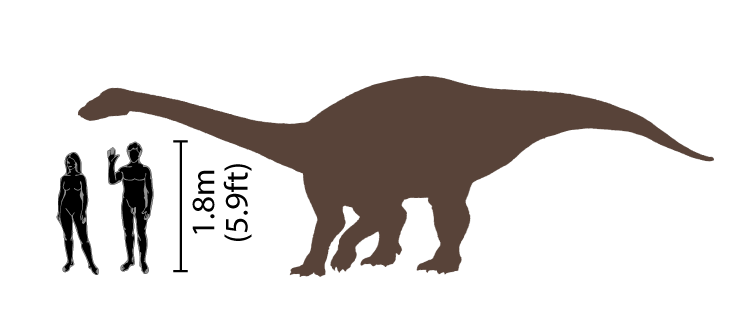
Vergelijking van de grootte van Riojasaurus met die van een mens.

De lengte van de gevonden exemplaren van Riojasaurus varieert van twee tot een kleine zeven meter. De kophoogte van de grotere exemplaren bedraagt drie meter. In 2010 schatte Gregory S. Paul de maximale lichaamslengte op zeshonderdzestig centimeter en het gewicht op achthonderd kilogram. Het dijbeen van het holotype heeft een lengte van negenenvijftig centimeter. Net als de andere vroege sauropodomorfen en de latere sauropoden had Riojasaurus een kleine kop, een lange nek en een lange staart. De nek van Riojasaurus is overigens maar matig lang en zijn bouw is zeer robuust.
In tegenstelling tot bijvoorbeeld de verwante Plateosaurus was deze sauropodomorf volgens sommige onderzoekers geen gedwongen tweevoeter, wat af te leiden zou zijn uit de bouw van de poten en de enkels. De arm heeft ongeveer twee derde van de lengte van de achterpoot wat het dier in staat stelde bij een horizontale houding van de romp met de voorpoten de grond te bereiken.
Onderscheidende kenmerken van Riojasaurus omvatten onder meer een speciaal grote uitholling boven de fenestra antorbitalis, de schedelopening vóór de oogkas en zeer robuuste halswervels. Opvallend is verder dat de tandenrij van de onderkaak inspringt ten opzichte van de buitenwand, wat een teken is dat vlezige wangen aanwezig waren. De tanden hebben zelf ook een aparte vorm: ze zijn niet afgeplat en bladvormig met grote kartelingen, ingesnoerd aan de basis, maar meer cilindervormig met heel fijn vertandingen op de snijranden en een lichte kromming naar achteren.
De schedel van Riojasaurus is tamelijk langwerpig met in bovenaanzicht een spits driehoekig profiel. Bij specimen ULR 56 heeft de schedel een lengte van vijfentwintig centimeter maar dat exemplaar is een derde korter dan het holotype. De praemaxillae dragen een hoornsnavel. De neusgaten zijn relatief groot. Het traanbeen dat de fenestra antorbitalis van de oogkas scheidt, is verticaal gericht. Het hoogste punt van de schedel ligt aan de voorzijde van de oogkas. Naar voren toe heeft de snuit van daaruit een recht bovenprofiel; bij de meeste verwanten is het hol. De oogkas beslaat achtentwintig procent van de lengte van de schedel. Bovenop de schedel ligt tussen de wandbeenderen een duidelijke schedelkam. Het bovenste slaapvenster is overdwars smal. Het onderste slaapvenster heeft geen sterk naar achteren verbrede onderzijde. In het lange en rechte bovenkaaksbeen staan vierentwintig tanden. Het kaakgewricht is niet verlaagd ten opzichte van deze tandenrij, wat duidt op een beperkte bijtkracht.
In het onderste achterhoofd is het voorste basisfenoïde niet ingesprongen ten opzichte van het basioccipitale. Van de afhangende uitsteeksels in deze zone staan de tubera basilaria tamelijk vooraan en zijn duidelijk gescheiden. De voorliggende processus basipterygoidei zijn gescheiden door een brede trog en aan hun uiteinde verbreed; hun bases zijn erg hoog geplaatst, niet lager dan de achterhoofdsknobbel.

## Fylogenie

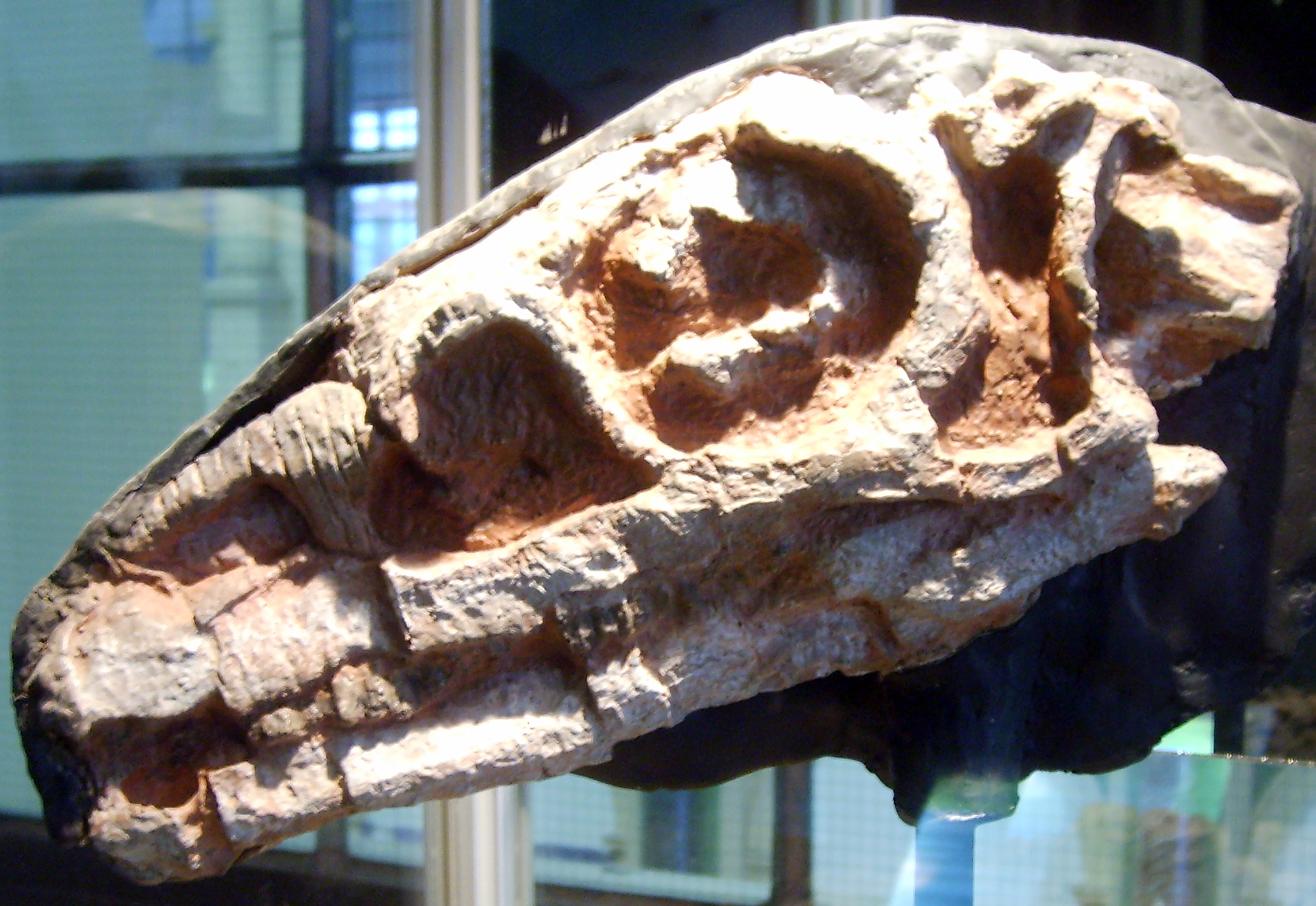
De schedel van Riojasaurus

De verwantschappen van Riojasaurus zijn zeer omstreden. Het geslacht werd eerst in de Melanorosauridae geplaatst en in 1997 door Paul Sereno als een basale prosauropode beschouwd. In 2006 kwam Adam Yates tot de conclusie dat Riojasaurus een basale vorm binnen de Sauropodomorpha was en een nauwe verwant van Eucnemesaurus binnen een nieuw benoemde klade Riojasauridae.
Volgens latere analyses staat Riojasaurus daarbij onder in de stamboom van de Massopoda zoals getoond in het volgende kladogram:
|  | Eucnemesaurus |
|  |               |
|  | Riojasaurus   |
|  |               |

|  | \| \| Jingshanosaurus \| \| \| \| \| \| Seitaad \| \| \| \| |
|  |                                                             |
|  | Anchisauria waaronder ook de Sauropoda                      |
|  |                                                             |
|  | Jingshanosaurus                                             |
|  |                                                             |
|  | Seitaad                                                     |
|  |                                                             |

|  | Jingshanosaurus |
|  |                 |
|  | Seitaad         |
|  |                 |

|  | \| \| Jingshanosaurus \| \| \| \| \| \| Seitaad \| \| \| \| |
|  |                                                             |
|  | Anchisauria waaronder ook de Sauropoda                      |
|  |                                                             |
|  | Jingshanosaurus                                             |
|  |                                                             |
|  | Seitaad                                                     |
|  |                                                             |

|  | Jingshanosaurus |
|  |                 |
|  | Seitaad         |
|  |                 |

|  | \| \| Jingshanosaurus \| \| \| \| \| \| Seitaad \| \| \| \| |
|  |                                                             |
|  | Anchisauria waaronder ook de Sauropoda                      |
|  |                                                             |
|  | Jingshanosaurus                                             |
|  |                                                             |
|  | Seitaad                                                     |
|  |                                                             |

|  | Jingshanosaurus |
|  |                 |
|  | Seitaad         |
|  |                 |

|  | \| \| Jingshanosaurus \| \| \| \| \| \| Seitaad \| \| \| \| |
|  |                                                             |
|  | Anchisauria waaronder ook de Sauropoda                      |
|  |                                                             |
|  | Jingshanosaurus                                             |
|  |                                                             |
|  | Seitaad                                                     |
|  |                                                             |

|  | Jingshanosaurus |
|  |                 |
|  | Seitaad         |
|  |                 |

|  | Eucnemesaurus |
|  |               |
|  | Riojasaurus   |
|  |               |

|  | \| \| Jingshanosaurus \| \| \| \| \| \| Seitaad \| \| \| \| |
|  |                                                             |
|  | Anchisauria waaronder ook de Sauropoda                      |
|  |                                                             |
|  | Jingshanosaurus                                             |
|  |                                                             |
|  | Seitaad                                                     |
|  |                                                             |

|  | Jingshanosaurus |
|  |                 |
|  | Seitaad         |
|  |                 |

|  | \| \| Jingshanosaurus \| \| \| \| \| \| Seitaad \| \| \| \| |
|  |                                                             |
|  | Anchisauria waaronder ook de Sauropoda                      |
|  |                                                             |
|  | Jingshanosaurus                                             |
|  |                                                             |
|  | Seitaad                                                     |
|  |                                                             |

|  | Jingshanosaurus |
|  |                 |
|  | Seitaad         |
|  |                 |

|  | \| \| Jingshanosaurus \| \| \| \| \| \| Seitaad \| \| \| \| |
|  |                                                             |
|  | Anchisauria waaronder ook de Sauropoda                      |
|  |                                                             |
|  | Jingshanosaurus                                             |
|  |                                                             |
|  | Seitaad                                                     |
|  |                                                             |

|  | Jingshanosaurus |
|  |                 |
|  | Seitaad         |
|  |                 |

|  | \| \| Jingshanosaurus \| \| \| \| \| \| Seitaad \| \| \| \| |
|  |                                                             |
|  | Anchisauria waaronder ook de Sauropoda                      |
|  |                                                             |
|  | Jingshanosaurus                                             |
|  |                                                             |
|  | Seitaad                                                     |
|  |                                                             |

|  | Jingshanosaurus |
|  |                 |
|  | Seitaad         |
|  |                 |

## Levenswijze
Het leefgebied van Riojasa bestond uit wouden; het klimaat kende een duidelijk nat seizoen. Riojasaurus voedde zich vooral met de destijds veel voorkomende zaadvarens als Dicroidium. Een andere basale sauropodemorf uit zijn habitat was Lessemsaurus. Door zijn grootte kende Riojasaurus slechts weinig vijanden. Alleen grotere Crurotarsi als Saurosuchus of grote dinosauriërs als Herrerasaurus zouden een bedreiging hebben kunnen zijn.